# Abraham's Bay
Abraham's Bay er en by i Bahamas med 143 (2010) indbyggere.